# Директива 93/98/EEC
Директива Совета 93/98/EEC от 29 октября 1993 года о гармонизации срока действия охраны авторского права и некоторых смежных прав — директива Европейского союза в области авторского права, принятая в соответствии с внутренними рыночными положениями Римского договора. До её принятия сроки охраны авторских и смежных прав в государствах-членах ЕС различались. Целью директивы было приведение законодательств европейских государств к единообразию в области сроков охраны авторского права. Директива была заменена Директивой 2006/116/ЕС о сроке охраны авторского права и смежных прав от 12 декабря 2006 года.

## Срок защиты
Основная цель директивы заключалась в обеспечении на территории Европейского союза единой продолжительности охраны авторских и смежных прав. Директива установила этот срок в 70 лет после смерти автора вне зависимости от того, когда произведение автора было впервые опубликовано (ст. 1). Согласно Бернской конвенции срок охраны авторских и смежных прав на произведения авторов должен быть установлен государством самостоятельно, но он не должен быть менее 50 лет после смерти автора (ст. 7.1 Бернской конвенции). В случае, если автор опубликовал своё произведение анонимно или под псевдонимом — срок охраны составляет 70 лет с момента обнародования произведения. Директива отмечает, что первоначальная цель Бернской конвенции заключается в защите работ для двух поколений потомков автора, и что пятидесяти лет уже недостаточно для этой цели (§ 5 преамбулы). Часто утверждается, что семидесятилетний срок был выбран как самый большой из всех государств-членов ЕС на то время: это утверждение ошибочно. Если государство-член ЕС защищало работы авторов в течение более длительного срока во время вступления директивы в силу, то срок авторского права для этих авторов не сократился (Ст. 10 (1)), но другие государства-члены не будут соблюдать более длительный период для этих авторов (в таком случае будет применяться стандартный срок в 70 лет).
Продолжительность защиты смежных прав (исполнителей, музыкальных и кинопродюсеров, и вещательных организаций) была установлена как 50 лет со следующими правилами расчета даты начала охраны:
| Правообладатели         | Начало срока охраны |
| ----------------------- | --- |
| Исполнители             | Дата исполнения произведения или дата сообщения о исполнении произведения, в зависимости от того, что наступило раньше.                 |
| Продюсеры фонограмм     | Дата фиксирования произведения на материальном носителе или сообщения об этом, в зависимости от того, что наступило раньше.             |
| Кинопродюсеры           | Дата фиксирования произведения на материальном носителе или сообщения об этом, в зависимости от того, что наступило раньше.             |
| Вещательные организации | Первая передача трансляции в эфир, не зависимо от того, передаётся ли эта трансляция по кабелю, воздуху, или через спутниковое вещание. |

### Восстановление авторских прав
Новые условия авторского права должны были быть применены также к работам, которые уже существовали на момент вступления директивы в силу, даже если они ранее вошли в общественное достояние в некоторых странах. Строго говоря, авторское право должно быть защищено, если оно защищалось по крайней мере в одном государстве-члене на 1 июля 1995 года, хотя большинство государств-членов решили применять их ко всем работам, которые бы претендовали на защиту, независимо от защиты в другом месте: этот подход гораздо проще применять для национальных судов, так как они не должны учитывать иностранных законов.
Эффект нового подхода был показан в решении Европейского суда по делу Пуччини, которые покрыты факты, возникающие перед директивой вступил в силу. В Висбадене в течение сезона 1993/94 в Висбадене ставилась опера Пуччини «Богема» без разрешения владельца авторских прав.
Опера была впервые опубликована в Италии и Пуччини умер 29 ноября 1924 года. В то время в Италии применялся период охраны авторских прав в течение 56 лет после смерти автора, поэтому итальянская защита истекла в конце 1980 года: Германия, однако, применяла 70-летний срок охраны к произведениям немецких авторов и применялось «правило более короткого срока» (ст. 7.8 Бернской конвенции) для зарубежных работ. Суд постановил, что применение правила более короткого срока между государствами-членами ЕС было нарушением принципа недискриминации, закрепленного в статье 12 Договора об учреждении Европейского экономического сообщества: следовательно работа должна быть защищена в Германии в течение 70 лет после смерти автора, даже если в Италии она перешла в общественное достояние.

## Фильмы и фотографии
Директива также гармонизирует охрану авторских фильмов («кинематографических и других аудиовизуальных произведений») и фотографий во всём Европейском Союзе. Фильмы охраняются в течение 70 лет с момента смерти последнего из перечисленных создателей (ст. 2 (2)): главный режиссёр, автор сценария, сценарист и композитор музыки, специально созданной для использования в кинематографическом или аудиовизуальном произведении. Это правило применяется независимо от внутренних положений законодательств, касающихся авторских прав на фильмы, чтобы создать общую продолжительность авторского права между государствами-членами. Главный режиссёр фильма всегда рассматривается как автор фильма, хотя национальное законодательство может предусматривать других соавторов (ст. 2 (1)).

## Имплементация в национальных законах
| Австрия        | Urheberrechtsgesetznovelle 1996 |
| Бельгия        | Wet van 30 juni 1994 betreffende het auteursrecht en de naburige rechten Архивная копия от 14 марта 2022 на Wayback Machine / Loi du 30 juin 1994 relative au droit d’auteur et aux droits voisins |
| Болгария       | Хармонизиран със Закон за изменение и допълнение на Закона за авторското право и сродните му права (04.04.2000) Архивная копия от 27 января 2016 на Wayback Machine |
| Великобритания | Duration of Copyright and Rights in Performance Regulations 1995, SI 1995/3297 Архивная копия от 7 декабря 2009 на Wayback Machine, amending the UK Copyright, Designs and Patents Act 1988 |
| Венгрия        | Имплементирован в 1999/2003 |
| Германия       | Drittes Gesetz zur Änderung des Urheberrechtsgesetzes vom 23. Juni 1995 Архивная копия от 7 ноября 2012 на Wayback Machine |
| Греция         | Law No. 2557/1997 (Article 8), Government Gazette A-271/24-12-1997 |
| Дания          | Act on Copyright 1995 No. 395 |
| Ирландия       | European Communities (Term of Protection of Copyright) Regulations, 1995 (S.I. No. 158 of 1995) |
| Испания        | Ley 27/1995 de 11 de octubre, de incorporación al Derecho español de la Directiva 93/98/CEE del Consejo, de 29 de octubre de 1993, relativa a la armonización del plazo de protección del derecho de autor y de determinados derechos afines                                                                                       |
| Италия         | Law No. 52 of 1996-02-06 |
| Кипр           | Νομοσ που t ροποποιει το n περι του δικαιωματοσ Πνευματικησ ιδιοκτησιασ και συγγενικων δικαιωματων νομο Архивная копия от 5 марта 2016 на Wayback Machine |
| Латвия         | Autortiesību likums (2000-04-06) |
| Литва          | Autorių teisių ir gretutinių teisių įstatimas N. VIII-1185 (1999-05-18) |
| Люксембург     | Loi du 8 septembre 1997 portant modification de la loi modifiée du 29 mars 1972 sur le droit d’auteur et de la loi du 23 septembre 1975 sur la protection des artistes interprètes ou exécutants, des producteurs de phonogrammes et des organismes de radiodiffusion («droits voisins») en ce qui concerne la durée de protection |
| Мальта         | Copyright Act, 2000 |
| Нидерланды     | Wet van 21 december 1995 tot wijziging van de Auteurswet 1912 en de Wet op de naburige rechten in verband met de richtlijn, nr. 93/98/EEC van de raad van de Europese Gemeenschappen van 29 oktober 1993, betreffende de harmonisatie van de beschermingstermijn van het auteursrecht en van bepaalde naburige rechten             |
| Польша         | Имплементирован в 2000/2002 |
| Португалия     | Decreto-Lei n. 334/97, de 27 de Novembro de 1997, transposição da Directiva 93/98/EEC de Outubro 1993, relativa à harmonização do prazo de protecção dos direitos de autor e de certos direitos conexos Архивная копия от 24 марта 2012 на Wayback Machine                                                                         |
| Румыния        | Law No. 8 of March 14, 1996 Архивная копия от 22 сентября 2010 на Wayback Machine |
| Словакия       | Copyright Act of 1997-12-05 (No. 383/1997) |
| Словения       | Copyright and Related Rights Act Архивная копия от 25 августа 2012 на Wayback Machine (Zakon o avtorski in sorodnih pravicah; passed on 30 March 1995, last amended in December 2006) |
| Финляндия      | Asetus tekijänoikeuslain soveltamisesta eräissä tapauksissa Euroopan talousalueeseen kuuluvista valtioista peräisin oleviin suojan kohteisiin |
| Франция        | Loi No 97-283 du 27 mars 1997 portant transposition dans le code de la propriété intellectuelle des directives du Conseil des Communautés européennes Nos 93/83 du 27 septembre 1993 et 93/98 du 29 octobre 1993 Архивная копия от 26 декабря 2014 на Wayback Machine                                                              |
| Чехия          | Law No. 121/2000 Coll. of 7 April 2000 on Copyright, Rights Related to Copyright and on the Amendment of Certain Laws |
| Швеция         | Имплементирован в 1995 |
| Эстония        | Неизвестно |